# Aleppoden
Aleppoden (Pinus halepensis) is een soort uit de dennenfamilie (Pinaceae). Het is een soort uit het Middellandse Zeegebied, waar deze voorkomt in de meer warme en droge streken. De boom groeit goed op kalkhoudende heuvels en rotsachtige grond.

## Determinatie
Aleppoden is een boomvormende conifeer die een hoogte kan bereiken tot ongeveer 20 m. De kroon is smal als de boom nog jong is, maar met het ouder worden wordt de kroon meer koepelvormig. De stevige stam draagt gedraaide takken. De schors is purper- of roodachtig bruin van kleur en heeft diepe groeven. De twijgen zijn bleek en slank, groenachtig bruin of geelachtig.
De knoppen zijn roodbruin, cilindrisch en circa 1 cm lang. Aleppoden heeft lange, slanke, buigzame naalden die groen van kleur zijn. Meestal staan ze in paren en zijn 9–15 cm lang.
De kegelvrucht is helder roodachtig bruin, puntig of eivormig. De kegels blijven meerdere jaren aan de boom hangen, aan korte steeltjes.

## Verspreiding
Het natuurlijke verspreidingsgebied van aleppoden ligt rond het oostelijk Middellandse Zeebekken: Syrië (waar ook de stad Aleppo ligt) tot Libanon. Tegenwoordig is de soort in bijna alle landen rondom de Middellandse Zee ingeburgerd, als bosboom of als sierplant.

## Toepassingen
Het harsrijke hout dient voor meubilair, schepen en huizen. Ook wordt de hars afgetapt voor de bereiding van terpentijn. De bast wordt gebruikt voor het looien van huiden. In Griekenland wordt de hars gebruikt om de befaamde Retsina te harsen.
Begroeiingen van aloppodenbegroeiingen helpen bij het tegengaan van bodemerosie. Ook fungeren ze als goede schermbossen tegen (zee)wind en zeesproei.

## Fotogalerij

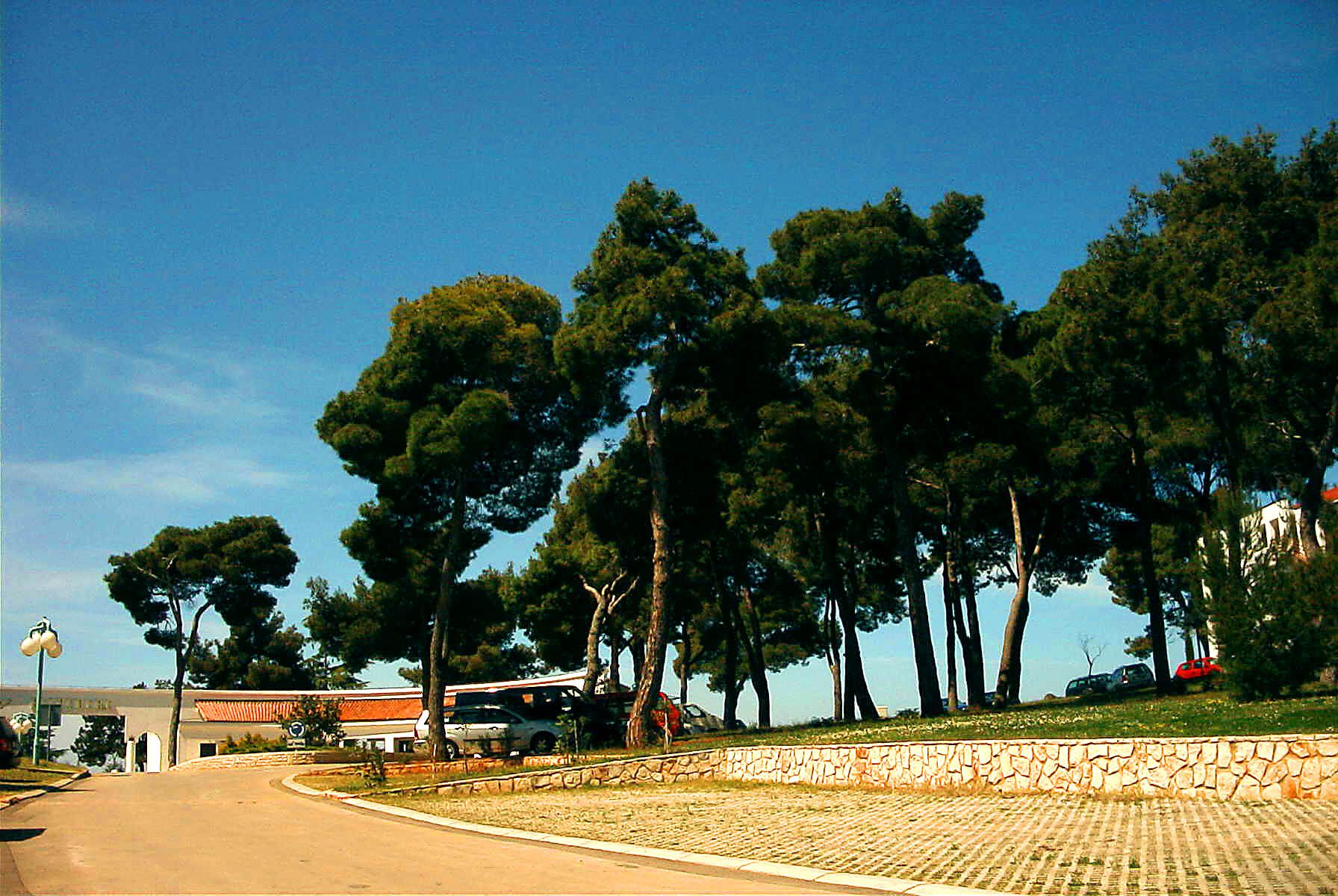
Aleppoden in Vrsar
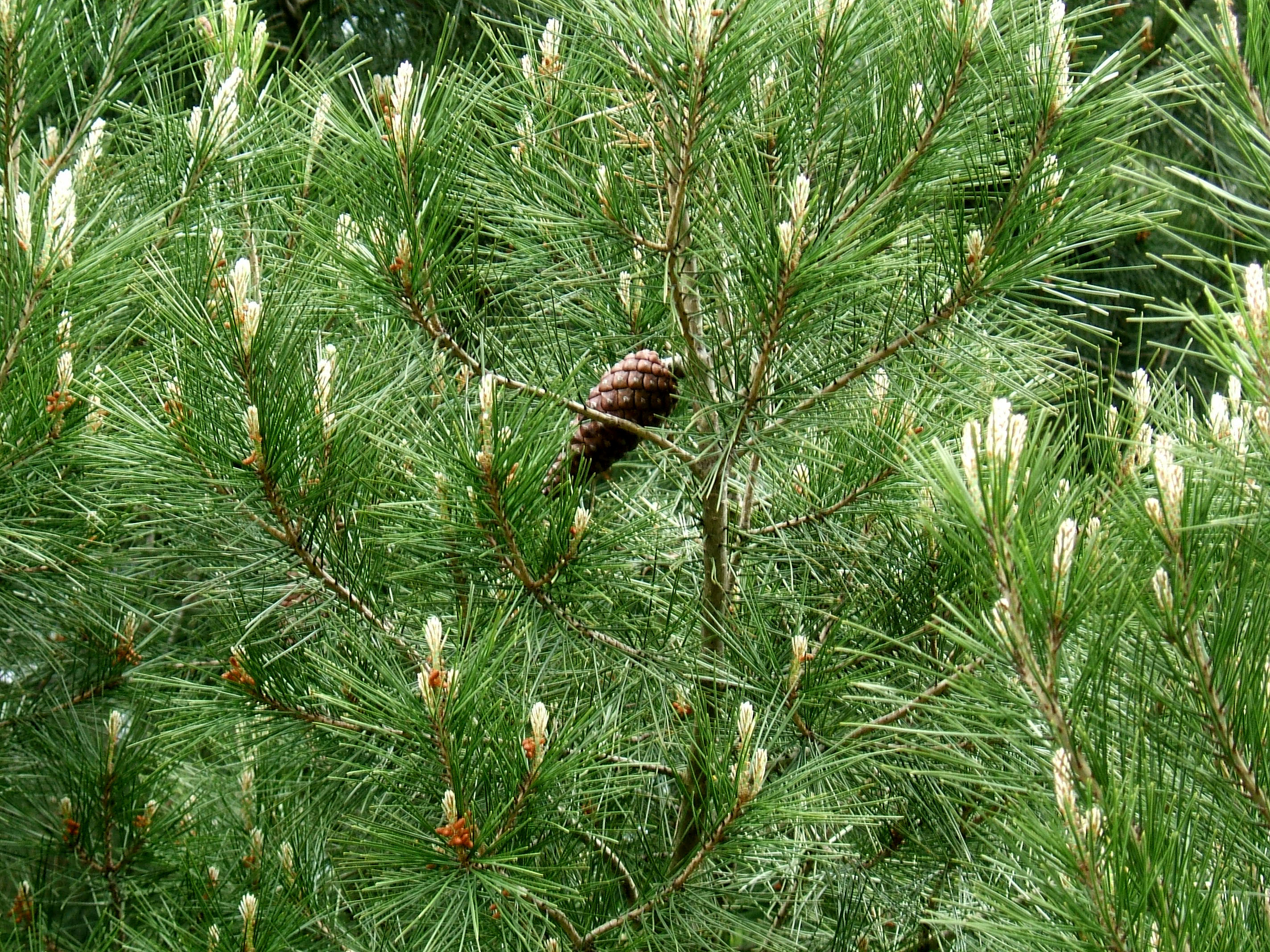
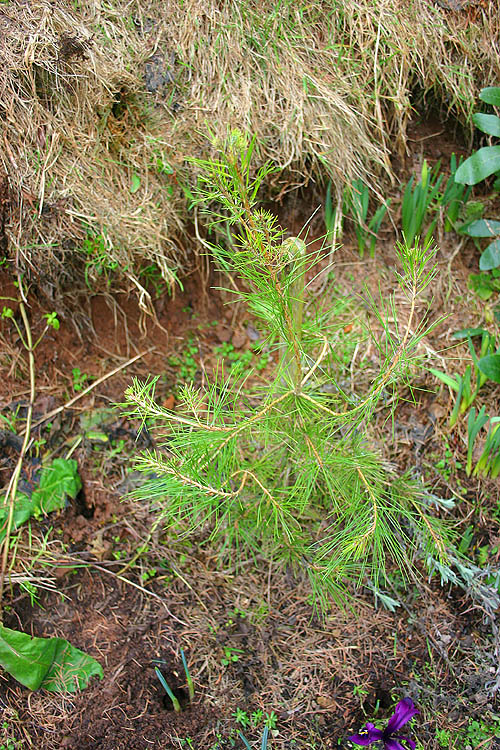
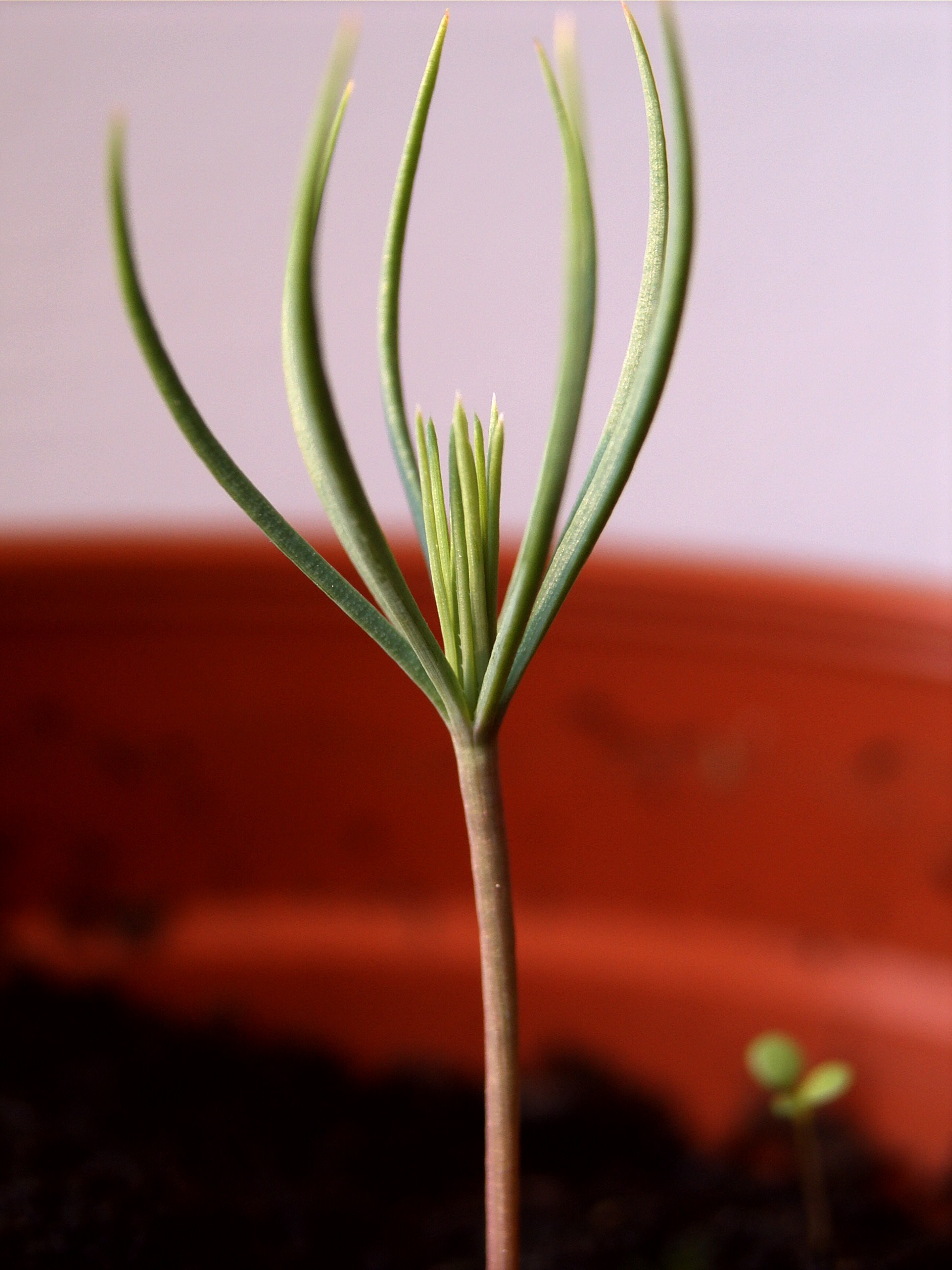
Kiemplant

... · 
P. albicaulis (asgrijze den) · 
P. aristata (stoppelden) · 
P. balfouriana (vossenstaartden) · 
P. brutia (Turkse den) · 
P. canariensis (Canarische den) · 
P. cembra (alpenden) · 
P. contorta (draaiden) · 
P. densiflora (Japanse rode den) · 
P. halepensis (aleppoden) · 
P. heldreichii (Bosnische den) · 
Pinus hwangshanensis · 
P. jeffreyi (jeffreyden) · 
P. koraiensis (Koreaanse den) · 
P. lambertiana (suikerden) · 
P. longaeva (langlevende den) · 
P. monophylla · 
P. monticola (Amerikaanse witte den) · 
P. mugo (bergden) · 
P. muricata (bishopden) · 
P. nigra (zwarte den) · 
P. nigra subsp. laricio (Corsicaanse den)  · 
P. nigra subsp. nigra (Oostenrijkse den) · 
P. palustris (moerasden) · 
P. parviflora (Japanse witte den) · 
P. peuce (Macedonische den) · 
P. pinaster (zeeden) · 
P. pinea (parasolden) · 
P. ponderosa (gele den) · 
P. pumila (Siberische dwergden) · 
P. radiata (montereyden) · 
P. strobus (weymouthden) · 
P. sibirica (Siberische den) · 
P. sylvestris (grove den) · 
P. thunbergii (Japanse zwarte den) · 
P. wallichiana (tranenden) · 
...